# Eumesembrinella dorsimacula
Eumesembrinella dorsimacula är en tvåvingeart som beskrevs av Aldrich 1922. Eumesembrinella dorsimacula ingår i släktet Eumesembrinella och familjen spyflugor. Inga underarter finns listade i Catalogue of Life.